# 海伍德縣 (田納西州)
海伍德县（英語：Haywood County）是美國田納西州西部的一個縣。面積1,383平方公里。根据美國2000年人口普查，共有人口19,797人。縣治布朗斯維爾（Brownsville）。
成立於1823年11月3日。縣名紀念北卡羅萊納州司法部長、田納西州最高法院法官約翰·海伍德（John Haywood，1753-1826）。